# Chỉ huy Hạm đội bậc 2

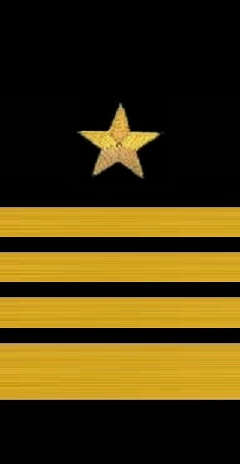
Cấp hiệu tay áo của Chỉ huy Hạm đội bậc 2

Chỉ huy Hạm đội bậc 2 (tiếng Nga: Флагман флота 2-го ранга) là cấp bậc quân sự cao cấp của Lực lượng Hải quân Hồng quân công nông Liên Xô, được thành lập theo Nghị định của Ban Chấp hành Trung ương Liên Xô và Hội đồng Dân ủy Liên Xô ngày 22 tháng 9 năm 1935 , được phê duyệt theo Nghị quyết số 2591 của Hội đồng Dân ủy Liên Xô cho Lực lượng Hải quân của Hồng quân Liên Xô ngày 22 tháng 9 năm 1935 và được công bố theo lệnh số 144 của Dân ủy Quốc phòng ngày 26 tháng 9 năm 1935. Cấp bậc này đã bị hủy bỏ vào ngày 7 tháng 5 năm 1940 do việc thành lập hệ thống quân hàm mới được phê chuẩn bởi Nghị định của Đoàn chủ tịch Xô viết Tối cao Liên Xô "Về việc thành lập hệ thống quân hàm của sĩ quan chỉ huy cao nhất của Hải quân."
Cấp bậc này là cấp bậc cao cấp trong Hải quân Liên Xô, chỉ sau cấp bậc Chỉ huy Hạm đội bậc 1, xếp trên cấp bậc Hạm trưởng bậc 1; tương đương với cấp bậc của Tư lệnh Tập đoàn quân bậc 2, Chính ủy Tập đoàn quân bậc 2, Công tố Tập đoàn quân.

## Danh sách[3]
20/11/1935
- Lev Mikhailovich Galler (1883-1950), chỉ huy Hạm đội Baltic.
- Ivan Kuzmich Kozhanov (1897-1938), chỉ huy Hạm đội Biển Đen.

22/2/1938
- Pyotr Ivanovich Smirnov-Svetlovsky (1897-1940), Phó ủy viên nhân dân Hải quân Liên Xô.

4/3/1939
- Ivan Stepanovich Isakov (1894-1967), Phó ủy viên nhân dân Hải quân Liên Xô.
- Nikolay Gerasimovich Kuznetsov (1904-1974), Phó ủy viên nhân dân Hải quân Liên Xô.